# Asplundia ponderosa
Asplundia ponderosa är en enhjärtbladig växtart som beskrevs av Richard Evans Schultes och Gunnar Wilhelm Harling. Asplundia ponderosa ingår i släktet Asplundia och familjen Cyclanthaceae. Inga underarter finns listade.